# Irene der Nederlanden
Irene Emma Elisabeth, Prinses der Nederlanden, Prinses van Oranje-Nassau, Prinses van Lippe-Biesterfeld (Baarn, 5 augustus 1939) is het tweede kind uit het huwelijk van koningin Juliana der Nederlanden en prins Bernhard van Lippe-Biesterfeld. Officieel is haar aanspreektitel Hare Koninklijke Hoogheid prinses Irene der Nederlanden. In diverse publicaties van haar hand noemde ze zich Irene van Lippe-Biesterfeld.

## Jeugd

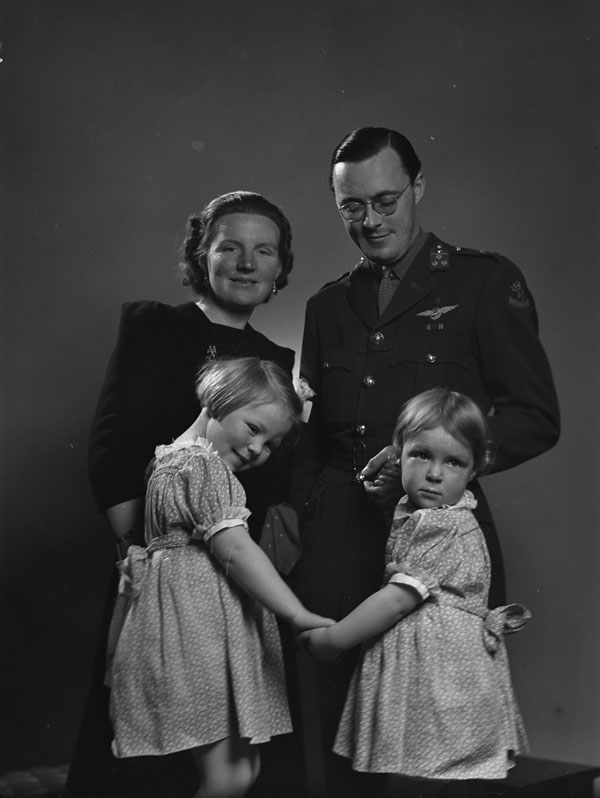
Prinses Irene met haar oudere zus Beatrix en haar ouders

Prinses Irene werd geboren op Paleis Soestdijk in Baarn. Haar naam betekent "vrede" en werd gekozen in verband met de gespannen toestand in Europa ten tijde van haar geboorte. Haar doop stond gepland voor 14 september 1939 in de Nieuwe Kerk in Amsterdam, maar vanwege de invasie op 1 september dat jaar van nazi-Duitsland en de Sovjet-Unie in Polen en de daarop volgende oorlogsverklaring van het Verenigd Koninkrijk en Frankrijk aan Duitsland, werd die uitgesteld.
Op 10 mei 1940 viel het Duitse leger van Adolf Hitler Nederland binnen. Irene, haar ouders en haar zus hadden de nacht van 9 op 10 mei doorgebracht in de bunker van paleis Huis ten Bosch, die in de wandelgangen naar haar vernoemd was: Villa Irene. Enkele dagen later vluchtten haar ouders met Irene en haar oudere zus Beatrix naar Londen. Ook haar gouvernante Sophia Feith ging mee met deze vlucht. Irene werd - uit vrees voor Duitse luchtaanvallen - in het geheim gedoopt in de kapel van Buckingham Palace; de echtgenote van koning George VI, koningin Elizabeth, was hierbij een van haar peten. De doop werd op 31 mei 1940 voltrokken door de hervormde predikant dominee J. van Dorp. Hij preekte op verzoek van koningin Juliana over de tekstwoorden uit Johannes 14:27 - Vrede laat Ik u, Mijn vrede geef Ik u; niet gelijkerwijs de wereld hem geeft, geef Ik hem u. 
Haar vader en grootmoeder bleven in Engeland en Irene ging met haar moeder en zus naar Canada, waar haar zus Margriet geboren werd. Tijdens de oorlogsjaren vernoemde koningin Wilhelmina een brigade naar haar kleindochter, de zogenoemde Prinses Irene Brigade. Na de bevrijding van Nederland keerde Irene met het gezin op 2 augustus 1945 terug naar Paleis Soestdijk. Hier werd in 1947 haar jongste zus prinses Marijke geboren. In 1948 werd haar moeder koningin der Nederlanden.
Irene bezocht de school (Werkplaats Kindergemeenschap) van onderwijsvernieuwer Kees Boeke. Zij moest er onder meer ramen lappen, de tuin wieden en knopen aannaaien. De school beviel niet. Uit een door haar ouders gearrangeerde test bleek dat zij een grote kennisachterstand had opgelopen vergeleken met kinderen van andere scholen. Hetzelfde was het geval bij haar zus Beatrix. In april 1951 verlieten Irene en haar zussen Beatrix en Margriet deze school en Beatrix en Irene kregen met een select groepje andere scholieren privéles in Paleis Soestdijk. Na de zomervakantie verhuisde het schooltje naar een villa in Baarn onder auspiciën van Het Baarnsch Lyceum. Het schooltje werd officieel een dependance van Het Baarnsch Lyceum en kreeg Incrementum als naam. In 1957 slaagde zij hier voor de MMS-opleiding.
Op 5 augustus 1957 werd Irene staatsrechtelijk meerderjarig en mocht zij voor het eerst officieel de opening van de Staten-Generaal meemaken. In 1959, op een feest ter ere van de 21ste verjaardag van Beatrix, zou Irene de Pauwenstaart-parure cadeau krijgen van Wilhelmina. Ze droeg de onderdelen van de set veelvuldig in de jaren 1960 en 1970. Tot en met 1963 vergezelde zij trouw haar ouders op Prinsjesdag in de Ridderzaal. In 1962 was zij een van de bruidsmeisjes van de Griekse prinses en latere Spaanse koningin Sophia, toen die in het huwelijk trad met de latere koning van Spanje Juan Carlos.

## Studie
Na de MMS volgde Irene diverse cursussen aan de Universiteit van Lausanne. Vervolgens studeerde ze aan de Rijksuniversiteit Utrecht vier jaar Spaanse taal- en letterkunde, met kunstgeschiedenis als bijvak (bij William Heckscher). In 1963 slaagde zij voor haar examen tolk-vertaler Spaans.

## Overgang tot de Rooms-Katholieke Kerk

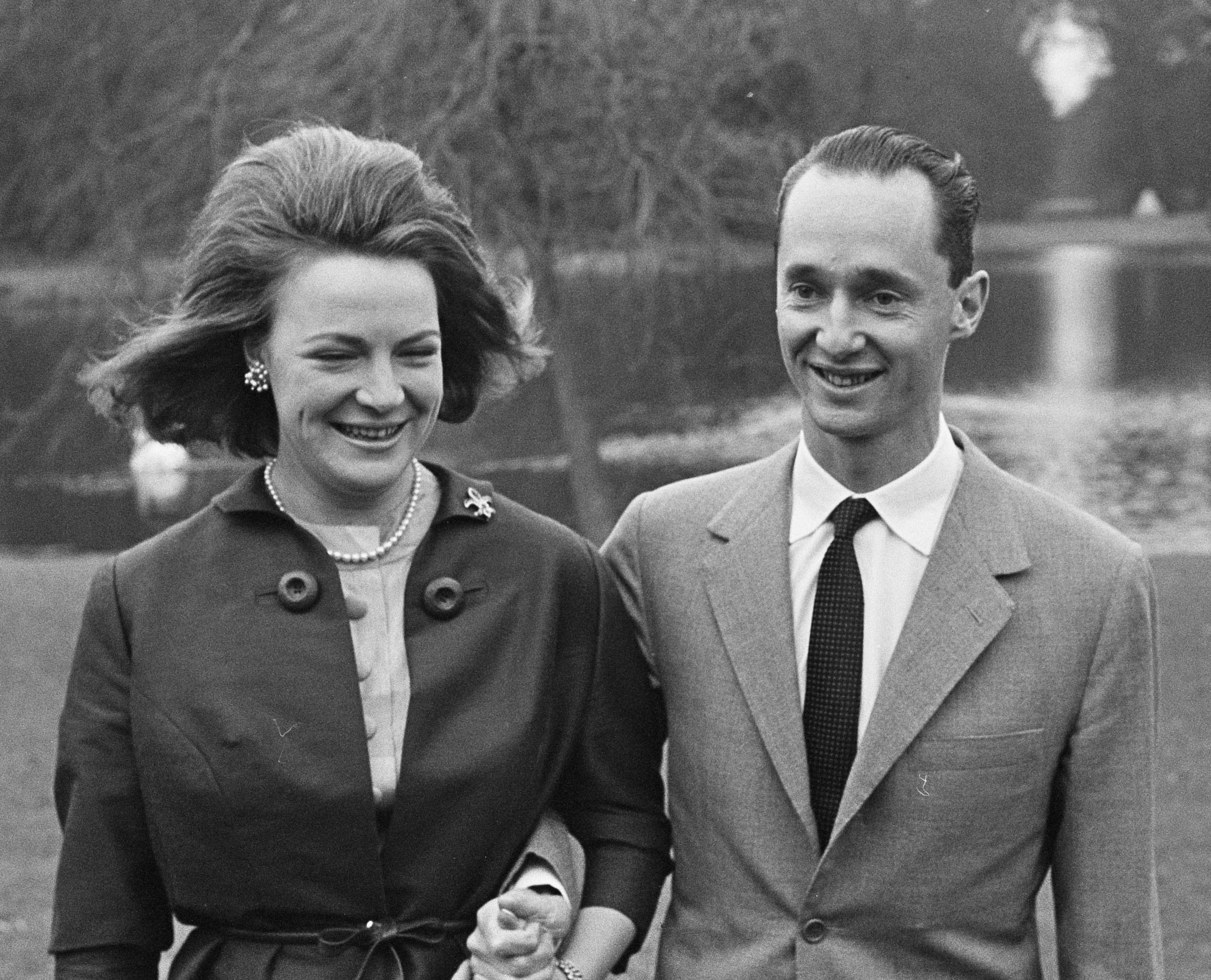
Prinses Irene met prins Carlos Hugo op 9 februari 1964, een dag na de bekendmaking van hun verloving

Nadat Irene tijdens een wintersportvakantie in 1963 verkering had gekregen met prins Hugo van Bourbon-Parma, werd ze in het diepste geheim bij haar rooms-katholieke grootmoeder prinses Armgard op Huis Warmelo voorbereid op een overgang naar de Rooms-Katholieke Kerk. Op 3 januari 1964 liet ze zich in Rome (in de binnenkapel van Sint-Paulus buiten de Muren) door de Utrechtse Kardinaal Alfrink overdopen tot lid van de Rooms-Katholieke Kerk, zonder daar enige ruchtbaarheid aan te geven. Toen aan het eind van die maand bekend werd dat de prinses rooms-katholiek was geworden verklaarde het hof dat dit een strikt persoonlijke zaak was en niet politiek gezien moest worden. Op de overstap naar de Rooms-Katholieke Kerk kwam kritiek uit protestantse hoek. Zo waren de kerkleiders kwaad over de overdoop, in het licht van de oecumene een affront. Enkele jaren later kwamen de Nederlandse rooms-katholieke kerkprovincie en de protestantse kerken tot een wederzijdse erkenning van de doop, waarbij overdopen voortaan was uitgesloten.

## Huwelijk en gezin

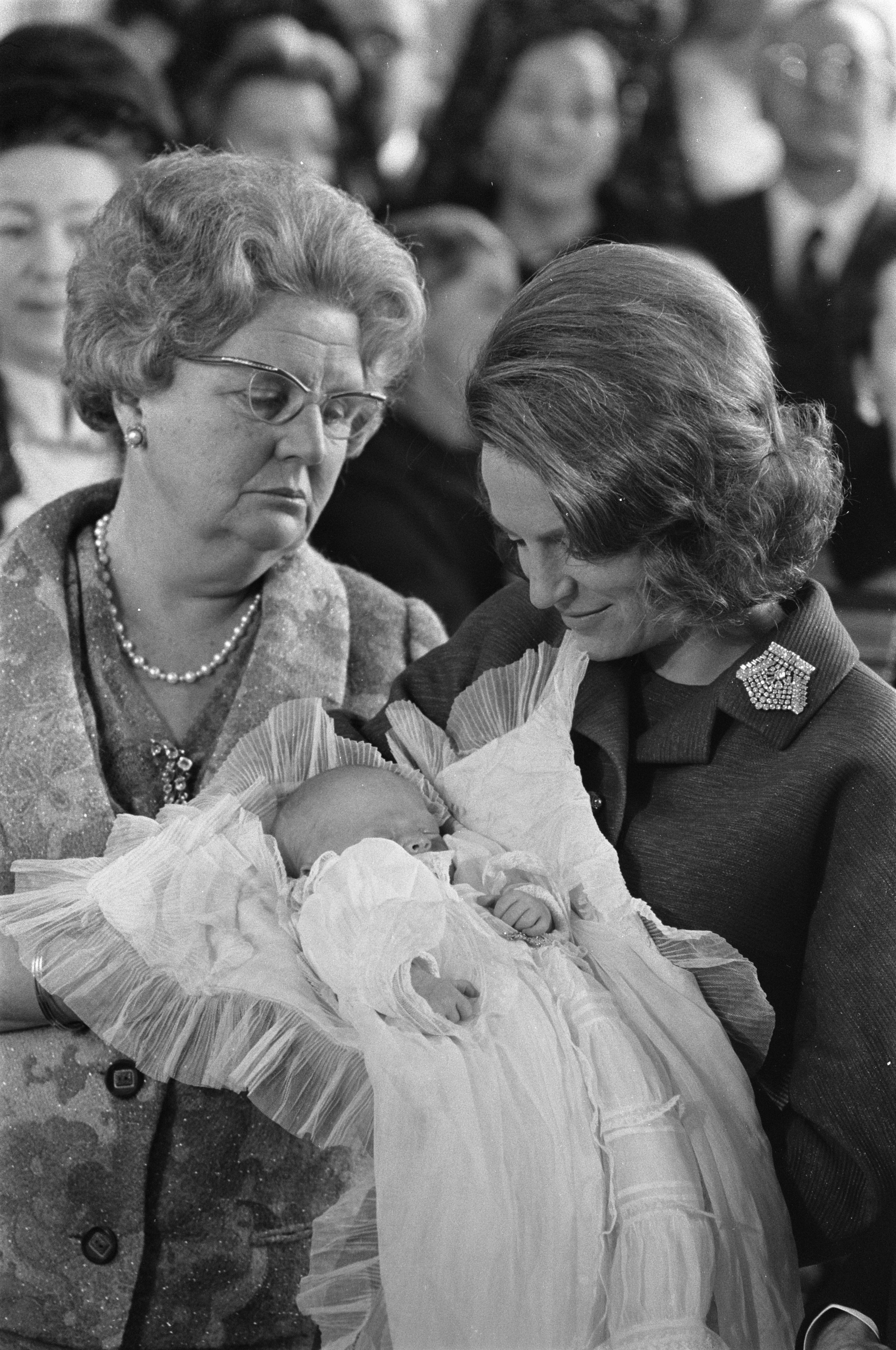
Irene houdt haar zoon Carlos ten doop, onder het toeziend oog van haar moeder koningin Juliana (links) (10 februari 1970)

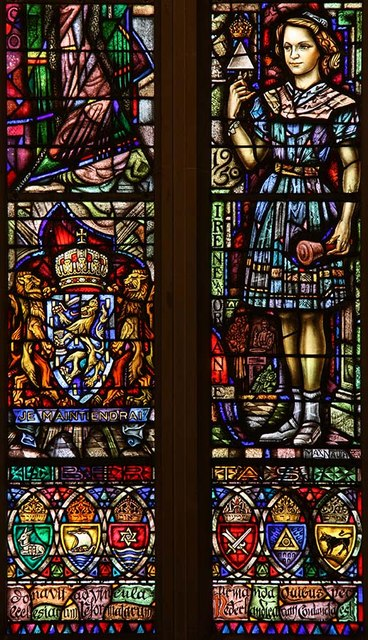
Irene in een raam in de Nederlandse Kerk in Londen

Vrij snel na de herdoop werd de verloving afgekondigd van Irene met de rooms-katholieke Carlos Hugo van Bourbon-Parma, een Fransman van Spaanse afkomst. Carlos Hugo was een destijds omstreden troonpretendent voor de Spaanse troon en de leider van de Carlisten. Minister-president Victor Marijnen (KVP) en de ministers Barend Biesheuvel (ARP), Ynso Scholten (CHU) en Edzo Toxopeus (VVD) stelden tijdens een nachtelijk beraad op Paleis Soestdijk Carlos Hugo de vraag: wilde hij voorafgaand aan het huwelijk zijn claim op de Spaanse troon intrekken en aftreden als leider van de Carlisten? Carlos Hugo gaf een ontkennend antwoord, waarop het viertal duidelijk maakte dat in dat geval het kabinet geen wettelijke toestemming voor het huwelijk wenste te geven, wat inhield dat er dan wel getrouwd kon worden, maar dat Irene haar rechten op de Nederlandse troon zou verliezen.
Irene zag er daarop van af voor haar voorgenomen huwelijk toestemming te vragen bij de Staten-Generaal en trouwde op 29 april 1964 te Rome, in de basiliek van Santa Maria Maggiore, buiten aanwezigheid van het Nederlandse kabinet en leden van het Koninklijk Huis. Bij de huwelijksplechtigheid was onder meer Zita, de laatste keizerin van Oostenrijk, aanwezig. Het kerkelijk huwelijk werd gesloten door kardinaal Giobbe. Diezelfde dag nog ontving paus Paulus VI het paar op audiëntie.
Nadat ze trouwde woonde Irene met haar echtgenoot en kinderen tot en met 1979 jaarlijks het bloemendefilé op Koninginnedag bij ter gelegenheid van de verjaardag van Juliana.
Irene en Carlos Hugo kregen vier kinderen:
- Carlos Xavier Bernardo Sixto Marie (27 januari 1970);
- Margarita Maria Beatriz (13 oktober 1972);
- Jaime Bernardo (13 oktober 1972);
- Maria Carolina Christina (23 juni 1974).

## Carlistische beweging
Carlos Hugo mocht van dictator Franco Spanje niet in, omdat hij zijn aanspraak op de Spaanse troon wilde doen gelden. Franco had Juan-Carlos, de kleinzoon van de laatste koning Alfonso XIII, tot zijn opvolger bestemd en niet de kandidaat van (een van) de Carlistische bewegingen, Carlos Hugo. Aangezien Carlos Hugo nog steeds niet het Spaanse burgerschap kreeg en zich niet in Spanje mocht begeven was Irene lange tijd het gezicht van de Carlistische beweging. Vanaf 1973 liep zij mee in de stoet van de Carlisten die de Montejurra bestegen. In 1976 werd tijdens deze bestijging een aanslag gepleegd op Irene en Carlos Hugo door aanhangers van zijn jongere broer Sixto, met wie hij al lang onenigheid had over de politieke richting van de Carlistische beweging.
In december 1968 werden Carlos en zijn vader wegens hun carlistische inspanningen uit Spanje gezet. Irene en haar man woonden vervolgens negen jaar in Frankrijk, voordat ze terugkeerden naar Spanje.

## Echtscheiding
Irene en Carlos Hugo scheidden in 1981. Irene verloor hierbij de titel Prinses van Bourbon-Parma. Prinses Irene gaf er vervolgens jarenlang de voorkeur aan de geslachtsnaam 'Van Lippe-Biesterfeld' zonder 'Koninklijke Hoogheid' te gebruiken. In 2009 vertelde ze in NOVA College Tour dat ze haar prinsessentitel weer gebruikte aangezien anderen dat toch prettiger vonden en ze als prinses soms net iets meer kon bereiken in haar werk voor de natuur.
Na de echtscheiding verbraken Irene en haar familie het contact met Irenes voormalige echtgenoot niet. Zij ontmoetten elkaar nog geregeld, ook in het openbaar. Carlos Hugo was tot zijn dood in 2010 vaak aanwezig bij belangrijke gebeurtenissen in de koninklijke familie. Irene woonde in 2010 de begrafenis en bijzetting bij van haar voormalig echtgenoot in het Italiaanse Parma.

## Leven na de echtscheiding
De prinses woonde na haar echtscheiding met haar vier kinderen eerst bij haar ouders op Paleis Soestdijk. Vervolgens ging ze in de witte villa wonen die er naast staat. Tot 2016 woonde ze afwisselend in de villa Mariënhove in Wijk bij Duurstede, in haar huis in Zwitserland en op een groot natuurreservaat in Zuid-Afrika. In 2016 woonde ze in Wassenaar en had ze nog een grachtenpand in Utrecht.

## Activiteiten en werk

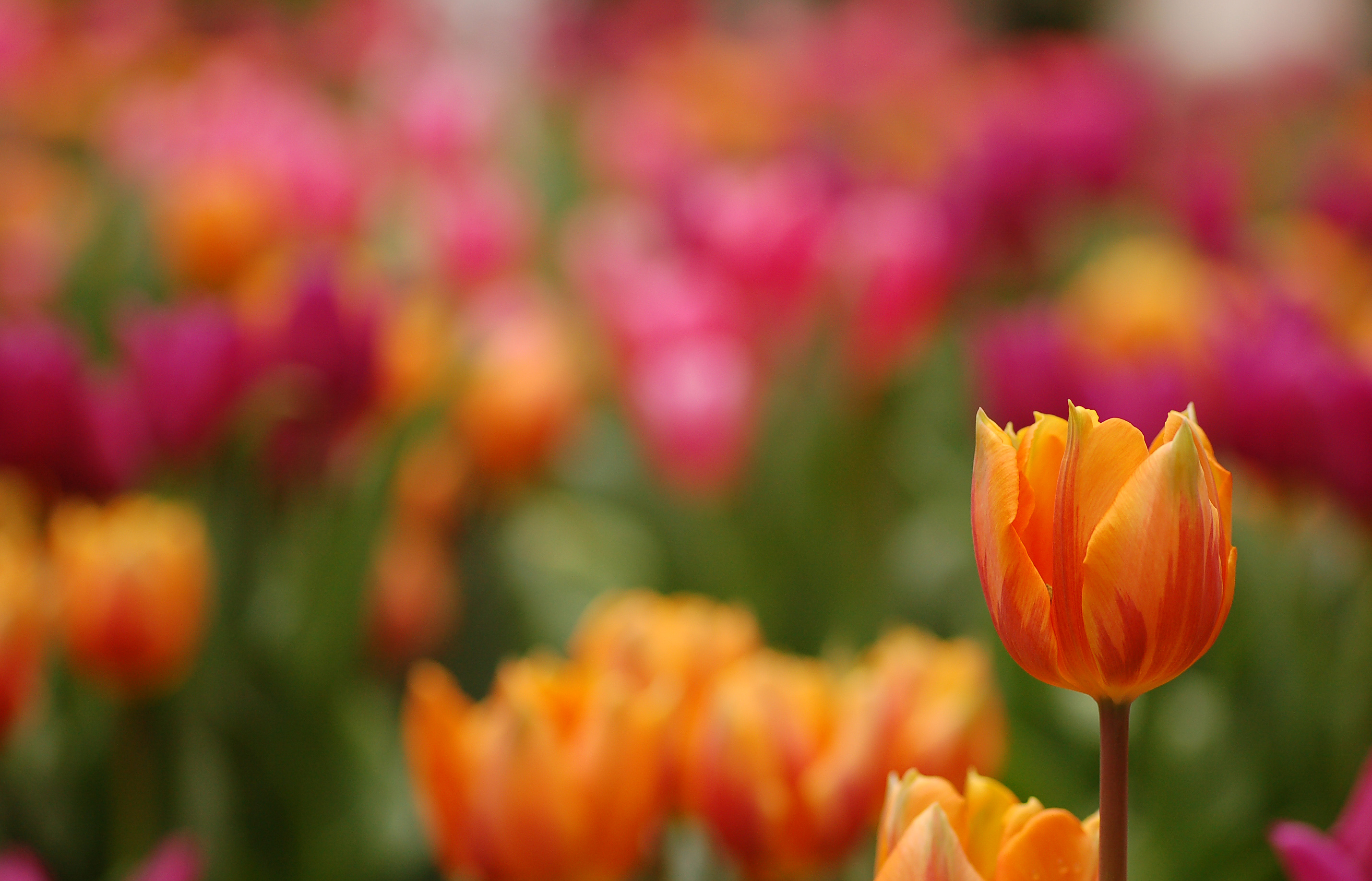
Triomph-tulp "Prinses Irene", genoemd naar de prinses

Irene heeft een grote belangstelling voor de natuur en spiritualiteit. In 2000 was zij betrokken bij de oprichting en werd voorzitter van de Stichting Lippe-Biesterfeld NatuurCollege. Deze stichting houdt zich bezig met cursussen en projecten op natuurgebied. Zij heeft diverse boeken geschreven en geeft regelmatig lezingen. Op 28 juni 2006 vroeg zij minister van verkeer en waterstaat Karla Peijs af te zien van het voornemen een snelweg aan te leggen door Nederlands oudste natuurgebied, het Naardermeer.
Irene vervult geregeld representatieve verplichtingen voor het NatuurCollege maar ook voor de vrede. Zij baarde groot opzien door als spreker op te treden bij de grote vredesdemonstratie van 1983 in Den Haag. Niet minder opzien baarde een interview met de Volkskrant in oktober 2005. Irene stelde daarin dat de westerse wereld vredesonderhandelingen moet beginnen met al Qaida van Osama bin Laden. Over de Amerikaanse president George W. Bush zei zij: '[Hij is] de verpersoonlijking van het oude leiderschap: ik weet het beter dan jullie, ik ga jullie overheersen. Punt uit!'
In 2005 werd Irene benoemd tot 'honorary member' van de Club van Boedapest.
Sinds 2009 is Irene beschermvrouwe van de Stichting Erik Hazelhoff Roelfzema Prijs. Met "soldaat van Oranje" Erik Hazelhoff Roelfzema had haar familie, maar in het bijzonder ook Irene, een heel goede en hechte band. Roelfzema schreef het voorwoord in haar boek Dialoog met de natuur uit 1995.
Als er bijzondere gebeurtenissen zijn bij de Prinses Irene Brigade is Irene hierbij aanwezig. Om de vijf jaar neemt ze een bevrijdingsdefilé af.
Voor haar activiteiten ontving zij in 2010 de Martin Buberpenning.
In 2001 kocht zij het 5000 hectare grote Bergplaas in Zuid-Afrika, waar zij een natuurreservaat van maakte. Ze schreef er een boek over, Bergplaas, een verhaal, dat op 10 september 2016 uitkwam.

## Onderscheidingen
- Inhuldigingsmedaille 1948
- Herinneringsmedaille 1962
- Huwelijksmedaille 1966
- Inhuldigingsmedaille 1980
- Huwelijksmedaille 2002
- Inhuldigingsmedaille 2013
- Grootkruis in de Orde van de Nederlandse Leeuw
- Grootlint in de Leopoldsorde van België
- Orde van de Pleiaden Tweede Klasse van Iran
- Grootkruis Eerste Klasse in de Orde van de Azteekse Adelaar van Mexico
- Groot Gouden Ereteken aan het Lint voor Verdiensten van Oostenrijk
- Grootkruis in de Orde van de Zon van Peru
- Grootkruis in de Orde van Chula Chom Klao van Thailand

## Voorouders
| Ernst van Lippe-Biesterfeld | Ernst van Lippe-Biesterfeld | Ernst van Lippe-Biesterfeld | Ernst van Lippe-Biesterfeld | Ernst van Lippe-Biesterfeld | Ernst van Lippe-Biesterfeld | Karoline von Wartensleben | Karoline von Wartensleben | Karoline von Wartensleben | Karoline von Wartensleben | Karoline von Wartensleben      | Karoline von Wartensleben      |                                |                                | Aschwin von Sierstorpff-Cramm  | Aschwin von Sierstorpff-Cramm  | Aschwin von Sierstorpff-Cramm | Aschwin von Sierstorpff-Cramm | Aschwin von Sierstorpff-Cramm | Aschwin von Sierstorpff-Cramm | Hedwig von Sierstorpff        | Hedwig von Sierstorpff        | Hedwig von Sierstorpff | Hedwig von Sierstorpff | Hedwig von Sierstorpff | Hedwig von Sierstorpff |  |  | Frederik Frans II van Mecklenburg-Schwerin | Frederik Frans II van Mecklenburg-Schwerin | Frederik Frans II van Mecklenburg-Schwerin | Frederik Frans II van Mecklenburg-Schwerin | Frederik Frans II van Mecklenburg-Schwerin | Frederik Frans II van Mecklenburg-Schwerin | Marie van Schwarzburg-Rudolstadt | Marie van Schwarzburg-Rudolstadt | Marie van Schwarzburg-Rudolstadt | Marie van Schwarzburg-Rudolstadt | Marie van Schwarzburg-Rudolstadt | Marie van Schwarzburg-Rudolstadt |           |           | Willem III | Willem III | Willem III | Willem III | Willem III | Willem III | Emma       | Emma       | Emma | Emma | Emma | Emma |  |  |  |  |  |  |  |  |  |  |  |  |  |  |  |  |  |  |  |  |  |  |  |  |  |  |  |  |  |  |  |  |  |  |  |  |  |  |  |  |  |  |  |  |  |  |  |  |
| Ernst van Lippe-Biesterfeld | Ernst van Lippe-Biesterfeld | Ernst van Lippe-Biesterfeld | Ernst van Lippe-Biesterfeld | Ernst van Lippe-Biesterfeld | Ernst van Lippe-Biesterfeld | Karoline von Wartensleben | Karoline von Wartensleben | Karoline von Wartensleben | Karoline von Wartensleben | Karoline von Wartensleben      | Karoline von Wartensleben      |                                |                                | Aschwin von Sierstorpff-Cramm  | Aschwin von Sierstorpff-Cramm  | Aschwin von Sierstorpff-Cramm | Aschwin von Sierstorpff-Cramm | Aschwin von Sierstorpff-Cramm | Aschwin von Sierstorpff-Cramm | Hedwig von Sierstorpff        | Hedwig von Sierstorpff        | Hedwig von Sierstorpff | Hedwig von Sierstorpff | Hedwig von Sierstorpff | Hedwig von Sierstorpff |  |  | Frederik Frans II van Mecklenburg-Schwerin | Frederik Frans II van Mecklenburg-Schwerin | Frederik Frans II van Mecklenburg-Schwerin | Frederik Frans II van Mecklenburg-Schwerin | Frederik Frans II van Mecklenburg-Schwerin | Frederik Frans II van Mecklenburg-Schwerin | Marie van Schwarzburg-Rudolstadt | Marie van Schwarzburg-Rudolstadt | Marie van Schwarzburg-Rudolstadt | Marie van Schwarzburg-Rudolstadt | Marie van Schwarzburg-Rudolstadt | Marie van Schwarzburg-Rudolstadt |           |           | Willem III | Willem III | Willem III | Willem III | Willem III | Willem III | Emma       | Emma       | Emma | Emma | Emma | Emma |  |  |  |  |  |  |  |  |  |  |  |  |  |  |  |  |  |  |  |  |  |  |  |  |  |  |  |  |  |  |  |  |  |  |  |  |  |  |  |  |  |  |  |  |  |  |  |  |
|                             |                             |                             |                             |                             |                             |                           |                           |                           |                           |                                |                                |                                |                                |                                |                                |                               |                               |                               |                               |                               |                               |                        |                        |                        |                        |  |  |                                            |                                            |                                            |                                            |                                            |                                            |                                  |                                  |                                  |                                  |                                  |                                  |           |           |            |            |            |            |            |            |            |            |      |      |      |      |  |  |  |  |  |  |  |  |  |  |  |  |  |  |  |  |  |  |  |  |  |  |  |  |  |  |  |  |  |  |  |  |  |  |  |  |  |  |  |  |  |  |  |  |  |  |  |  |
|                             |                             |                             |                             | Prins Bernhard van Lippe    | Prins Bernhard van Lippe    | Prins Bernhard van Lippe  | Prins Bernhard van Lippe  | Prins Bernhard van Lippe  | Prins Bernhard van Lippe  |                                |                                |                                |                                |                                |                                | Armgard van Sierstorpff-Cramm | Armgard van Sierstorpff-Cramm | Armgard van Sierstorpff-Cramm | Armgard van Sierstorpff-Cramm | Armgard van Sierstorpff-Cramm | Armgard van Sierstorpff-Cramm |                        |                        |                        |                        |  |  |                                            |                                            |                                            |                                            | Hendrik van Mecklenburg-Schwerin           | Hendrik van Mecklenburg-Schwerin           | Hendrik van Mecklenburg-Schwerin | Hendrik van Mecklenburg-Schwerin | Hendrik van Mecklenburg-Schwerin | Hendrik van Mecklenburg-Schwerin |                                  |                                  |           |           |            |            | Wilhelmina | Wilhelmina | Wilhelmina | Wilhelmina | Wilhelmina | Wilhelmina |      |      |      |      |  |  |  |  |  |  |  |  |  |  |  |  |  |  |  |  |  |  |  |  |  |  |  |  |  |  |  |  |  |  |  |  |  |  |  |  |  |  |  |  |  |  |  |  |  |  |  |  |
|                             |                             |                             |                             | Prins Bernhard van Lippe    | Prins Bernhard van Lippe    | Prins Bernhard van Lippe  | Prins Bernhard van Lippe  | Prins Bernhard van Lippe  | Prins Bernhard van Lippe  |                                |                                |                                |                                |                                |                                | Armgard van Sierstorpff-Cramm | Armgard van Sierstorpff-Cramm | Armgard van Sierstorpff-Cramm | Armgard van Sierstorpff-Cramm | Armgard van Sierstorpff-Cramm | Armgard van Sierstorpff-Cramm |                        |                        |                        |                        |  |  |                                            |                                            |                                            |                                            | Hendrik van Mecklenburg-Schwerin           | Hendrik van Mecklenburg-Schwerin           | Hendrik van Mecklenburg-Schwerin | Hendrik van Mecklenburg-Schwerin | Hendrik van Mecklenburg-Schwerin | Hendrik van Mecklenburg-Schwerin |                                  |                                  |           |           |            |            | Wilhelmina | Wilhelmina | Wilhelmina | Wilhelmina | Wilhelmina | Wilhelmina |      |      |      |      |  |  |  |  |  |  |  |  |  |  |  |  |  |  |  |  |  |  |  |  |  |  |  |  |  |  |  |  |  |  |  |  |  |  |  |  |  |  |  |  |  |  |  |  |  |  |  |  |
|                             |                             |                             |                             |                             |                             |                           |                           |                           |                           | Bernhard van Lippe-Biesterfeld | Bernhard van Lippe-Biesterfeld | Bernhard van Lippe-Biesterfeld | Bernhard van Lippe-Biesterfeld | Bernhard van Lippe-Biesterfeld | Bernhard van Lippe-Biesterfeld |                               |                               |                               |                               |                               |                               |                        |                        |                        |                        |  |  |                                            |                                            |                                            |                                            |                                            |                                            |                                  |                                  |                                  |                                  | Juliana                          | Juliana                          | Juliana   | Juliana   | Juliana    | Juliana    |            |            |            |            |            |            |      |      |      |      |  |  |  |  |  |  |  |  |  |  |  |  |  |  |  |  |  |  |  |  |  |  |  |  |  |  |  |  |  |  |  |  |  |  |  |  |  |  |  |  |  |  |  |  |  |  |  |  |
|                             |                             |                             |                             |                             |                             |                           |                           |                           |                           | Bernhard van Lippe-Biesterfeld | Bernhard van Lippe-Biesterfeld | Bernhard van Lippe-Biesterfeld | Bernhard van Lippe-Biesterfeld | Bernhard van Lippe-Biesterfeld | Bernhard van Lippe-Biesterfeld |                               |                               |                               |                               |                               |                               |                        |                        |                        |                        |  |  |                                            |                                            |                                            |                                            |                                            |                                            |                                  |                                  |                                  |                                  | Juliana                          | Juliana                          | Juliana   | Juliana   | Juliana    | Juliana    |            |            |            |            |            |            |      |      |      |      |  |  |  |  |  |  |  |  |  |  |  |  |  |  |  |  |  |  |  |  |  |  |  |  |  |  |  |  |  |  |  |  |  |  |  |  |  |  |  |  |  |  |  |  |  |  |  |  |
|                             |                             |                             |                             |                             |                             |                           |                           |                           |                           |                                |                                |                                |                                |                                |                                |                               |                               |                               |                               |                               |                               |                        |                        |                        |                        |  |  |                                            |                                            |                                            |                                            |                                            |                                            |                                  |                                  |                                  |                                  |                                  |                                  |           |           |            |            |            |            |            |            |            |            |      |      |      |      |  |  |  |  |  |  |  |  |  |  |  |  |  |  |  |  |  |  |  |  |  |  |  |  |  |  |  |  |  |  |  |  |  |  |  |  |  |  |  |  |  |  |  |  |  |  |  |  |
|                             |                             |                             |                             |                             |                             |                           |                           |                           |                           |                                |                                |                                |                                |                                |                                |                               |                               |                               |                               |                               |                               |                        |                        |                        |                        |  |  |                                            |                                            |                                            |                                            |                                            |                                            |                                  |                                  |                                  |                                  |                                  |                                  |           |           |            |            |            |            |            |            |            |            |      |      |      |      |  |  |  |  |  |  |  |  |  |  |  |  |  |  |  |  |  |  |  |  |  |  |  |  |  |  |  |  |  |  |  |  |  |  |  |  |  |  |  |  |  |  |  |  |  |  |  |  |
|                             |                             |                             |                             |                             |                             |                           |                           |                           |                           |                                |                                | Beatrix                        | Beatrix                        | Beatrix                        | Beatrix                        | Beatrix                       | Beatrix                       |                               |                               | Irene                         | Irene                         | Irene                  | Irene                  | Irene                  | Irene                  |  |  | Margriet                                   | Margriet                                   | Margriet                                   | Margriet                                   | Margriet                                   | Margriet                                   |                                  |                                  | Christina                        | Christina                        | Christina                        | Christina                        | Christina | Christina |            |            |            |            |            |            |            |            |      |      |      |      |  |  |  |  |  |  |  |  |  |  |  |  |  |  |  |  |  |  |  |  |  |  |  |  |  |  |  |  |  |  |  |  |  |  |  |  |  |  |  |  |  |  |  |  |  |  |  |  |